# Castoro 7
Die Castoro 7 war ein Arbeitsschiff, das unter der Flagge von Panama fuhr und als seegehendes Pipelinelegeschiff eingesetzt wurde. Das 1975 in der niederländischen Werft IHC Gusto Schiedam unter dem Namen Viking Piper gebaute Schiff befand sich zuletzt im Eigentum des portugiesischen Tochterunternehmens des größten italienischen Offshore-Dienstleisters Saipem, einem ehemaligen Tochterunternehmen des Energiekonzerns Eni. Das Schiff wurde im Juni 2016 in Alang (Indien) abgewrackt.
Das Schiff wechselte im Laufe der Jahre mehrmals den Eigentümer und damit auch den Namen. So war das Schiff auch als McDermott Lay Barge 200 bekannt. J. Ray McDermott verkaufte das Schiff an Acergy weiter. Im Jahr 2009 dann wurde der Verkauf des Schiffes, das zuletzt unter dem Namen Acergy Piper operierte, an Saipem abgeschlossen.

## Aufbau und Technik

### Rumpf und Antrieb
Die Castoro 7 war als Halbtaucherschiff konzipiert, um wie viele große Arbeitsschiffe in der Offshore-Industrie ihren Tiefgang durch kontrolliertes Fluten von Ballasttanks zu variieren. Bei der Überführung betrug der Tiefgang rund 11,5 m. Beim Arbeitseinsatz wurde der Tiefgang auf bis zu 20 m vergrößert, um die Stabilität zu erhöhen.
Ein dieselelektrischer Antrieb wurde zur Fortbewegung und Positionierung der Castoro 7 eingesetzt. Die Energieerzeugung übernahmen dabei acht Dieselmotoren von Wärtsilä (Typ: 9L20C3).
Zur Verankerung wurden 14 Ankerwinden, die an 3000 m langen Stahlseilen mit einem Durchmesser von 76 mm (3 Zoll) befestigt sind. Verwendet wurden dabei acht 22,5 t, fünf 20 t und zwei 15-t-Anker.

### Pipelinelege- und sonstige Ausrüstung
Das Verlegen der Pipelines erfolgte im S-Lay-Verfahren und war bis zu einem Durchmesser von ca. 1,5 m (60 Zoll) möglich. Die fünf Tensioner von Western Gear erreichten dabei eine Zugkraft von 340 t. 2000 t Pipelines konnten auf dem Deck transportiert werden. Die Verlegeleistung lag bei bis zu fünf Kilometer pro Tag.

### Unterbringung und Hubschrauberdeck
Das Wohnmodul bot Platz für 401 Personen. Die Unterkunft entsprachen den internationalen Sicherheitsstandards und boten neben den Kabinen Erholungsbereiche, Büros, eine Krankenstation, eine Cafeteria, ein Kino und ein Fitnesscenter. Das Hubschrauberdeck war für Hubschrauber bis zur Größe der Sikorsky S-61 zugelassen.

## Projekte
- Die Castoro 7 verlegte in den Jahren 2005 bis 2007 noch unter dem Namen Acergy Piper den Großteil der Langeled Pipeline, der zweitlängsten Unterwasser-Pipeline der Welt.